# Gottfried von Banfield
Freiherr Gottfried von Banfield (Herceg Novi, 6. veljače 1890. – Trst, 23. rujna 1986.), najuspješniji austrougarski mornarički zrakoplovni pilot u Prvom svjetskom ratu. Bio je poznat pod imenom 'tršćanski orao' i posljednja je osoba u povijesti koja je nosila vojni red Marije Terezije. Vjerojatno je jedini letački as koji je izvojevao u hidroplanu pet ili više pobjeda.

## Više informacija
- k. u. k. Luftfahrtruppen
- popis letačkih aseva u Prvom svjetskom ratu

## Vanjske poveznice
- Kratka biografija na engleskom
- Diodato Tripcovich Company